# Henry S. Randall
Henry Stephens Randall (* 3. Mai 1811; † 14. August 1876 in Cortland, New York) war ein US-amerikanischer Landwirt, Autor, Pädagoge und Politiker. Er war von 1852 bis 1853 Secretary of State von New York.

## Werdegang
Henry Stephens Randall, Sohn von Harriet Stephens und General Roswell Randall, beide aus Shelburne (Vermont), wurde 1811 geboren. Seine Kindheit war vom Britisch-Amerikanischen Krieges überschattet. Die Familie zog dann während seiner Kindheit vom Madison County (New York) nach Cortland (New York). Später schrieb er viele Artikel für die landwirtschaftlichen Zeitschriften und den Sheep Husbandry, die Sheepman's Bible in jener Zeit.
Am 4. Februar 1834 heiratete er Jane Rebecca Polhemus in Auburn (New York), die Tochter von Jane Anderson und Reverend Henry Polhemus. Das Paar hatte drei Kinder: Sein Sohn Roswell Stephens Randall (* 8. November 1834) war mit Mary Forby aus Albany (New York) verheiratet. Sein Sohn Francis Randall († 29. Juni 1844) verstarb im Alter von 21 Monaten. Seine Tochter Hattie S. Randall heiratete am 18. Juni 1872 den Doktor der Medizin D.J. Mosher.
Im November 1849 kandidierte er als Demokrat für das Amt des Secretary of State von New York, erlitt aber eine Niederlage gegenüber dem Whig Christopher Morgan. Er wurde 1851 zum Secretary of State gewählt.
Randall verfasste The Life of Thomas Jefferson, welches 1858 in drei Bänden herausgegeben wurde. Es ist die umfassendste und verlässlichste Biographie, welche jemals über Jefferson verfasst wurde, da ihm als einzigen erlaubt wurde Jeffersons engsten Familienkreis zu befragen. In einem Brief an James Parton berichtete er, dass die Familie glaube, dass Jeffersons Neffe Peter Carr der Vater von Sally Hemings Kindern war.
1860 nahm Randall als Delegierter an der Democratic National Convention teil. Randall saß 1871 für das Cortland County in der New York State Assembly.
Er wurde auf dem Cortland Rural Cemetery beigesetzt.

## Werke
- The Life of Thomas Jefferson, Band 1, Derby & Jackson, 1858 (EPUB Format)
- The Life of Thomas Jefferson, Band 2, Derby & Jackson, 1858
- The Life of Thomas Jefferson, Band 3, Derby & Jackson, 1858 (EPUB Format)
- Address Delivered Before the Ohio Wool Growers' Association, Columbus, January 6, 1864, Fairbanks, Benedict & Company, 1864